# Dobrinia Nikititx
Dobrinia Nikititx és una obra dramaticomusical en  actes composta  per Aleksandr Gretxanínov sobre un llibret en rus . Es va estrenar el 14 d'octubre de 1903 al Teatre Bolxoi de Tverskoi.